# Accoya-træ
Accoya-træ er et kunstigt skabt hårdttræ, som kan laves af næsten al naturligt træ.
Det modificerede træ er væsentligt mere holdbart.  Det er let at holde og også mere resistent overfor UV-stråling.
Accoya-træ er til dels også mere resistent overfor vejrliget, insektangreb og svampeangreb.
Ifølge nogen er træet mere aggressivt overfor søm, skruer og hængsler, grundet eddikesyreanhydrid-behandlingen, som derfor skal være syremodstandsdygtige. Behandlingen gør at accoya-træ suger væsentligt mindre vand i et fugtigt miljø og dermed også mere dimensionsstabilt. Andre mener at behandlingen gør træet skørt.